# Mara Salvatrucha
Mara Salvatrucha refererer til store bander, som laver kriminelle handlinger i Centralamerika og USA. Navnet er ofte forkortet til MS-13, Mara eller MS, og de fleste medlemmer kommer fra El Salvador, Honduras og andre centralamerikanske lande.
Mara Salvatrucha-banderne består af små sammenslutninger opererende fra forskellige steder i USA og Centralamerika. Man mener at der er over 70.000 medlemmer verden over. MS's kriminelle aktiviteter inkluderer både narkosmugling og -handel, salg af våben på det sorte marked, menneskesmugling, lejemord, tyveri og overfald på tjenestemænd. I USA har banden primært været repræsenteret i Washington D.C., Miami og det sydlige Californien.

## Historie
Mara Salvatrucha er oprindeligt fra Los Angeles, Californien i 1972 af salvadoranske immigranter. Man mener at ordet "Mara" kommer fra det spanske ord for "krigsmyre", mens "Salvatrucha" er spansk slang for "Salvadoraner".
Navnet "Mara Salvatrucha" kan på dansk oversættes til "salvadoranske krigsmyrer".
For at kunne blive medlem af MS-13 skal man overleve 13 sekunders tæsk af sine nye bandekammerater. Kvinder, som udgør ca. 20% af medlemmerne, kan dog komme igennem ved enten at overleve samme behandling som mændene, eller ved at lade sig gruppevoldtage af flere af bandens nuværende medlemmer.